# Fiestas de Verano
Las fiestas de verano estarían formadas por todas aquellas fiestas que se celebran durante esta estación del año.

## La fiesta y el verano
Una fiesta es una celebración de identidades, es decir, del hecho de estar, vivir, trabajar, sentir y creer juntos; es un tiempo y un espacio de celebración de acontecimientos y de congregación de personas y grupos en orden a manifestar la identidad compartida. Es decir, los que participan en una fiesta comparten muchas cosas en común: un territorio (vecinos), un trabajo, una profesión, la familia (bautizos, bodas, cumpleaños), unos sentimientos o unas creencias (fiestas navidades religiosas).
Durante la fiesta, el tiempo y el espacio son sagrados, separados, tiempos y espacios de la comunidad, de integración. En la fiesta, renovamos nuestra pertenencia, reconstruimos nuestra identidad, reformulamos nuestra imagen, de forma cíclica, repetitiva y colectiva.
En un primer momento la fiesta era una reproducción simbólica del ciclo cosmológico, un acompañamiento del ciclo de la planta. En invierno, cuando la planta está bajo tierra y el sol decrece, las fiestas se caracterizan por ser las del hábitat humano (doméstico y comunitario). El solsticio de invierno marca el inicio de las mascaradas carnavalescas que acompañan el despertar de la naturaleza.
Así, en verano, identificado con las ideas de luminosidad, alegría, calor y fertilidad, la fiesta es identifica con la celebración de la cosecha. Son fiestas de acción de gracias, romerías de agradecimiento por los frutos recogidos. El sol es el astro por excelencia que acompaña y rige la bendición de los campos.
Los solsticios son los momentos del año en los que el Sol alcanza su mayor o menor altura aparente en el cielo, y la duración del día o de la noche son las máximas del año, respectivamente, con respecto al ecuador terrestre.
En el solsticio de verano del hemisferio Norte el sol alcanza el cenit al mediodía sobre el Trópico de Cáncer y en el solsticio de invierno alcanza el cenit al mediodía sobre el Trópico de Capricornio. Ocurre dos veces por año: el 20 o 21 de junio y el 21 o 22 de diciembre de cada año.
En el solsticio de verano del hemisferio Sur el Sol alcanza el cenit al mediodía sobre el Trópico de Capricornio y en el solsticio de invierno alcanza el cenit al mediodía sobre el Trópico de Cáncer. Ocurre dos veces por año: el 20 o 21 de diciembre y el 21 o 22 de junio de cada año.
A lo largo del año la posición del Sol vista desde la Tierra se mueve hacia el Norte y el Sur. La existencia de los solsticios está provocada por la inclinación del eje de la Tierra sobre el plano de su órbita. En los días de solsticio, la longitud del día y la latitud del Sol al mediodía son máximas (en el solsticio de verano) y mínimas (en el solsticio de invierno) comparadas con cualquier otro día del año.
Las fiestas para celebrar estos solsticios son numerosas y se extienden a lo ancho y largo de todo el planeta, y además tienen un origen muy primitivo, pese a las ransformaciones que han ido sufriendo con el acontecer de la historia de la humanidad. Así, podemos destacar que en el hemisferio sur encontramos al Inti Raymi o Fiesta del Sol; ceremonia religiosa del Imperio Inca en honor del dios sol Inti. Además era la fiesta que marcaba el solsticio de invierno y un nuevo año en los Andes del hemisferio sur. La ceremonia era realizada por sacerdotes incas. Como testimonio de estos ritos podemos ver cómo en Machu Picchu,  hay una gran columna de piedra llamada Inti Huatana, que significa ‘picota del sol’ o, literalmente, ‘para atar al sol’. Hacia 1572, la Iglesia Católica logró suprimir todas las fiestas y ceremonias Inti. Desde 1944 una representación teatral del Inti Raymi se lleva a cabo en Sacsayhuamán el 24 de junio de cada año, para rememorar la fiesta y el ritual que la acomoañaba.
En la actualidad, la fiesta del solosticio de verano la representa la conocida como Noche de San Juan, festividad de origen muy antiguo que suele ir ligada a encender hogueras o fuegos, lo cuaol a su vez está muy relacionado con las celebraciones en la que se festejaba la llegada del solsticio de verano en el hemisferio norte, cuyo rito principal consiste en encender una hoguera. La finalidad de este rito era “dar más fuerza al sol”, que a partir de esos días, iba haciéndose más “débil”, pues los días se van haciendo más cortos hasta el solsticio de invierno. Así, el fuego para a tener, simbólicamente, una función “purificadora” en las personas que lo contemplaban. Se celebra en muchos puntos de Europa, aunque está especialmente arraigada en España, Portugal, en las islas británicas y en los países nórdicos.
En muchos lugares las celebraciones actuales tienen una conexión directa con las celebraciones de la antigüedad ligadas al solsticio de verano, por lo que en ellas puede detectarse una gran influencia de ritos precristianos o simplemente vinculados a los ciclos de la naturaleza.
La celebración del solsticio, y con ello del sol,  es una forma de recordar la importancia del “Astro-Rey” y de sus ciclos en nuestras vidas. Un sol que, durante mucho tiempo y siguiendo la manera de pensar de Platón, es la representación más evidente de la idea de la divinidad y de la idea del bien.
Muchos autores consideran que las fiestas en general han cambiado en su concepción, de manera que actualmente el ritmo de la fiesta ha cambiado, pasando a ser un ritmo de fin de semana, de trabajo-descanso, vacación-estudio, que ha instaurado un nuevo concepto de ciclo. Por otro lado, la vecindad ya no es la misma que en el pasado. La gente trabaja, vive y estudia en la ciudad. Las fiestas congregan no solo a los vecinos cuya actividad cambia en esos días. Es, además, un momento de encuentro de gente muy diversa.
Así, el ritual festivo que destacaba el ideal de integración, identidad y solidaridad comunitarias, también se ha visto afectado. De esta manera, dado que actualmente el contexto de cambios sociales y culturales es muy profundo, las fiestas de algunas localidades, se convierten en supervivencias, en rasgos folklóricos ampliamente popularizados en ocasiones por los medios de difusión; su función o rasgos tipológicos de origen (sanjuanes, romerías, carnavales) se convierten en accesorios, potenciándose su función diferencial. La fiesta comunitaria es un ritual colectivo que establece límites, deslindando netamente lo interno de lo externo, quiénes pertenecen o no a la propia comunidad.